# Bullock County
Bullock County är ett county i den amerikanska delstaten Alabama. 2012 uppskattades countyt ha 10 474 invånare. Den administrativa huvudorten (county seat) är Union Springs.

## Geografi
2013 hade countyt en total area på 1 619,12 km². 1 613,06 km² av arean var land och 6,06 km² var vatten.

### Angränsande countyn
- Macon County - nord
- Russell County - nordöst
- Barbour County - sydöst
- Pike County - sydväst
- Montgomery County - väst